# Claudine Monfette
Pour les articles homonymes, voir Mouffe.
Claudine Monfette, surnommée « Mouffe », est une actrice, scénariste, metteure en scène et parolière québécoise, née le 13 janvier 1945 à Montréal (Canada). Elle a écrit les paroles d’une trentaine de chansons et elle a fait, entre autres, la mise en scène de dix galas de l’ADISQ, cinq galas Juste pour rire ainsi que celle de plusieurs spectacles d’envergure comme les Fêtes nationales du Québec et le 350e anniversaire de la ville de Montréal. Elle s’est aussi impliquée dans différents événements aidant les débutants dans la chanson comme Festival en chansons de Petite-Vallée, Ma Première Place des Arts, l’École de la chanson de Granby.

## Biographie
Claudine Monfette naît à Montréal le 31 janvier 1945. Elle est la fille de Claude Monfette et de Michèle Barbeau et la petite-fille de Victor Barbeau écrivain-essayiste. Elle est l’aînée d’une famille de quatre enfants : Claudine, Bernard, Dominique et Michel.
Après un séjour d’un an à New York où son père, ophtalmologiste, était allé se spécialiser, la famille revient à Montréal et va finir par s’installer rue Dunlop à Outremont, un lieu qui deviendra mythique vers la fin des années 1960. Claudine Monfette a alors environ deux ans. Elle est élevée dans une famille bourgeoise outremontaise et elle a une bonne qui s’occupe d’elle, qui ramasse pour elle[pas clair] et fait son lit.
Elle fait son école primaire à l’école Saint-Germain d'Outremont, école dirigée par les sœurs de la congrégation des Saints-Noms-de-Jésus-et-de-Marie et, après son primaire, elle fait son cours classique et devient pensionnaire la semaine au couvent Sacré-Cœur, une « maison d’enseignement bilingue des religieuses du Sacré-Cœur de Jésus… vouée à l’éducation des jeunes filles de bonne famille ». À l’hiver 1963, elle suit des cours privés avec le comédien Marcel Sabourin pour se préparer aux auditions de l’École nationale de théâtre du Canada. Puis, Claudine Monfette, après son cours classique, fait un voyage en Europe comme il convient dans la bonne société.
Le 4 novembre 1963, elle entre à l’École nationale de théâtre du Canada et, à l’été 1964, elle commence une relation amoureuse avec Robert Charlebois, qui étudie aussi à la même école, ce qui changera sa vie à jamais. En effet, cette aventure affective devient fusionnelle et Charlebois passe le plus clair de son temps à la maison de la rue Dunlop. Plusieurs autres artistes passent aussi rue Dunlop, comme Claude Dubois, Michel Robidoux, Claude Péloquin, Marjo, Pierre Harel, Réjean Ducharme. Claudine vit sa vie à fond : fermeture de bars, bière, guitares, pot, jams, etc. Même si la politique de l’École de théâtre interdit aux élèves de travailler, elle fait partie de la revue parodique Yéyé versus chansonniers en 1965, avec le chanteur imitateur Jean-Guy Moreau et Robert Charlebois. Dans cette revue elle joue, elle chante et elle est délirante. Elle jongle avec les mots avec beaucoup d’adresse : « Les yéyés sont ceux auxquels je préfère aimer le mieux ». C’est à ce moment qu’elle devient officiellement « Mouffe ». Ce surnom — devenu un grand nom de l’industrie du spectacle au Québec — a été rendu public dans Chanson pour Mouffe de Robert Charlebois. Plus personne ne l’appelle Claudine.
Elle reçoit son diplôme de l'École nationale de théâtre en 1966. En novembre de la même année, elle fait son entrée au cinéma en interprétant le rôle de Madeleine dans le film Il ne faut pas mourir pour ça de Jean Pierre Lefebvre. L’année suivante, elle joue le rôle d’Emma dans Célimare le bien-aimé d’Eugène Labiche, pièce de théâtre classique enregistrée le 2 mars à l’auditorium de l’Université de Sherbrooke et diffusée le 19 mars à Société Radio-Canada. Peu après l’ouverture officielle de Terre des Hommes (exposition), le trio Moreau-Charlebois-Mouffe revient avec la revue parodique Terre des bums qui est considérée par certains comme l’embryon de L'Osstidcho qui aura lieu l’année suivante. En avril 1967, elle fait partie du tournage d’Où êtes-vous donc ?, le film de Gilles Groulx où elle interprète le rôle de Mouffe-Touffe. Puis, elle tourne jusqu’en avril 1968, dans un autre film de Jean-Pierre Lefebvre Jusqu'au cœur, elle joue le rôle d'Encyclopédine Monfette. C’est pour ce film qu’elle écrit sa première chanson : Jusqu’au cœur (À quoi rêvent les enfants avortés ?). En 1968, son amoureux Robert Charlebois part pour la Californie pendant que Mouffe part pour Berlin pour assister au Woche des Jugen Films Kanada, (Semaine du cinéma jeunesse Canada), où le film Il ne faut pas mourir pour ça de Jean-Pierre Lefebvre est présenté. À ce festival, elle côtoie les cinéastes Gilles Carle, Michel Brault, Arthur Lamothe, Gilles Groulx et Larry Kent. Sur le chemin du retour, Mouffe, en compagnie de Louise Latraverse, passe par Paris où se déroulent les événements de Mai 68 : les émeutes, les barricades de CRS. De son côté, Robert Charlebois rentre de Californie, avec la tête pleine de tout ce qu’il a vu : « Il avait ouvert toutes grandes les portes de sa perception. Il « voyageait » dans tous les sens du terme. Il était comme une éponge et s’imprégnait de toutes les rencontres qu’il faisait».
Vers le milieu des années 1960, partout à travers le Québec, le théâtre est en ébullition avec de jeunes comédiens qui refusent le théâtre classique et qui se mettent ensemble, sans dramaturge ni metteur en scène, pour créer des pièces de théâtre, incluant monologues, chansons, parodies et sketches ; cette nouvelle forme de spectacle porte le nom de création collective. D'autre part, à travers le monde, la jeunesse s’exprime et se révolte « de Berkeley à Tokyo, d’Amsterdam à Mexico, de Rome à Madrid et Varsovie, la jeunesse contestataire fait irruption sur la scène mondiale, s’affirmant comme nouvel acteur social». C’est dans ce climat d’ébullition que Louise Forestier, Yvon Deschamps, le Quatuor de jazz libre du Québec et le couple Mouffe-Charlebois créent L'Osstidcho, refusant ouvertement les dictats du théâtre traditionnels. Ce spectacle marque l’histoire du spectacle et révolutionne la chanson au Québec. En plus de l’immense talent des interprètes, le fait que le producteur Guy Latraverse ait amené ce spectacle en tournée à travers le Québec n’est peut-être pas étranger à son grand succès et sa grande notoriété. M. Latraverse, pour sa part écrit ceci : « La grande découverte de L'Osstidcho, c’était Yvon Deschamps qui parlait aux Québécois comme personne ne leur avait parlé avant, « Un bon boss pis une job steady »…».
Vers le début de 1969, Mouffe décide de se concentrer sur la carrière de Robert Charlebois en qui elle voit une très grande vedette. Elle trie son courrier et les textes de chansons qu’il reçoit, elle prend les décisions «…sur des questions pratiques comme les musiciens, la technique, les tournages de films et les passages à la télé, les entrevues avec les médias, toutes des choses dont on doit s’occuper dans la quotidienneté de la carrière d’un artiste. Mouffe avait une très bonne idée du fonctionnement du showbiz. Dans les faits, c’était elle le vrai manager de Robert Charlebois ; moi, je n’étais que le producteur (Guy Latraverse). Après avoir accompagné Charlebois à Paris en avril 1969, elle joue avec lui, à l’automne de la même année, dans La fin tragique de Suparchipelargo, une pièce en trois actes avec deux personnages, écrite par son ami Marcel Sabourin. Les critiques sont épouvantables et cette pièce devient le « flop le plus sanglant de ma vie » dit Robert Charlebois en entrevue pour la revue Érudit. En réaction aux critiques affreuses reçues, Mouffe avoue qu’elle a eu « sa petite vengeance» quand elle a écrit dans la chanson Ordinaire :
J'me fous pas mal des critiques

Ce sont des ratés sympathiques.
Cette chanson, Ordinaire, écrite par Mouffe et mise en musique par Charlebois et Pierre Nadeau, remporte en 1970 le prix de la meilleure chanson à Sopot, en Pologne. Mouffe raconte qu’à Sopot, « la salle s’est mise à scander mon nom. J’étais en coulisse et je suis allée sur scène. J’ai aimé ça ! ».
En juin et juillet 1970, Charlebois participe au festival pancanadien à bord d’un train pour le Festival Express avec Grateful Dead, The Band, Buddy Guy et Janis Joplin et Mouffe, qui l’accompagne, assiste à plusieurs jams de ces groupes. En 1971, Mouffe tourne dans le film de Pierre Harel, Bulldozer où elle joue le rôle de Solange Galarneau ; le film ne sortira que trois ans plus tard.
Sa première chance à la mise en scène de spectacle lui est donnée par le réalisateur de Radio-Canada Jean Bissonnette qui lui confie celle du « méga spectacle » d’ouverture de la Superfrancofête du Festival international de la jeunesse francophone, sur les plaines d'Abraham: J'ai vu le loup, le renard, le lion. Le spectacle a lieu le 3 juillet 1974, réunissant les trois grands : Félix Leclerc, Gilles Vigneault et Robert Charlebois, devant 100 000 personnes. Toujours en 1974, elle participe à la bande originale du film de Pierre Harel, Bulldozer dont elle scénariste et actrice, signée par le groupe Offenbach sur laquelle elle chante sur deux chansons. L’année suivante, elle assure la mise en scène d’un des spectacles des fêtes de la Saint-Jean-Baptiste présentés sur le Mont-Royal Ça s’pourrait-tu avec quinze femmes sur scène dont Renée Claude, Louisette Dussault, Pauline Julien, Monique Mercure, Dominique Michel, Rose Ouellette, Lise Payette.
Lors de ses nombreux passages en France, Robert Charlebois rencontre Laurence (la sœur du célèbre auteur et parolier Jean-Loup Dabadie) avec qui il entretient une relation à l’insu de Mouffe. Cette dernière est avisée par une de ses amies que son amoureux revient au Québec avec Laurence. Au début 1976, quand la vérité éclate, le célèbre couple Mouffe-Charlebois se sépare et après quelque temps, Mouffe se détache aussi professionnellement de Charlebois. Comme elle se retrouve seule et sans emploi, elle décide de continuer à faire ce qu’elle faisait pour Charlebois : la mise en scène. À partir de sa séparation, de nombreuses amies, telles Renée Claude, Nicole Martin et Renée Martel sollicitent son aide, soit pour écrire des textes de chanson soit pour la mise en scène. Toujours la même année, elle assure la mise en scène du spectacle de la Saint-Jean À quelle heure la parade ? Son nouvel amoureux, Paul Lévesque, apparaît « officiellement » dans sa vie et il dit d’elle : «… elle est délicieusement vitriolique ».
Pour gagner sa vie, elle travaille à la radio, écrit des articles pour le magazine Nous et elle enchaîne les mises en scène, les conceptions de spectacles et les directions artistiques. Soit pour des textes de chanson soit pour la mise en scène, son nom est associé aux artistes Renée Martel (1975) ; Renée Claude (1975-1976) ; Louise Forestier (1976-2003) ; Nicole Martin (1979-1982-1984); Plume Latraverse (2019). Elle fait la co-conception de la série de télévision Faut voir ça, animée par Donald Lautrec (1979). Avec Jean Bissonnette, elle assure la mise en scène de La fête dans le Vieux-Port (1979) et elle participe à la coscénarisation de la célèbre émission Bye Bye 1980. Elle s’essaie, en 1981, à la mise en scène de théâtre avec la pièce Deux beaux bébés de banlieue, voisines de cuisine, mettant en vedette Louise Latraverse et France Castel. La même année, elle s’attaque à plus gros avec la mise en scène du spectacle d’ouverture du Festival d’été de Québec mettant en vedette, entre autres Diane Dufresne et Yvon Deschamps, spectacle se déroulant sur les Plaines d’Abraham devant  150 000 personnes. Toujours la même année, elle poursuit sa participation au gala de l’ADISQ, cette fois animée par Yvon Deschamps. Parallèlement à la scène, elle anime à la radio l’émission Sameditou et elle s’implique au Festival de la Chanson de Granby. Elle continue à travailler de nombreux artistes dont, entre autres Zachary Richard (1981) ; Louise Portal (1982-1983) ; Diane Tell (1983) ; Diane Dufresne (1984 : Magie Rose ; 1986 : Follement vôtre) ; Jean Leloup (1985).
Pendant qu’elle travaille à la préparation du gala de l’ADISQ 1986, elle accouche de son fils, Gabriel, le 6 octobre. Elle l’amène en répétition quelques jours plus tard, et le soir du spectacle, le 26 octobre, Gabriel attire beaucoup les regards parce qu’il porte un habit en peau de vache tout comme les animateurs Ding et Dong. Elle travaille ensuite avec Mario Pelchat (1990) ; François Massicotte (1992) ; Roch Voisine (1995) ; Ginette Reno (1996) ; Jean-Pierre Ferland (2002) ; La Bottine souriante (2003) ; André Gagnon (2003) ; Jean Lapointe (2006) ; Clémence DesRochers (2008) ; Donald Lautrec (2010) ; Diane Dufresne (plusieurs autres fois). Et enfin avec l’inoubliable Leonard Cohen pour le spectacle Chapeau Mr Cohen (2008).
Son nom est aussi associé à de nombreux spectacles concepts comme Hommage à Eddy Marnay (1992) ; Elvis Story (1995) ; Sinatra Remembered (1999) ; Dalida, une vie, la comédie musicale (2003) ; Luis Mariano, le cœur qui chante (2007), Tournée des idoles (2011-2013-2018).
En dehors de son travail avec les chanteurs, Mouffe est sollicitée pour mettre en scène des spectacles honorant des personnages importants de l’histoire du Québec dont À la mémoire de Frédéric Back (2014) et Phyllis Lambert.
Mouffe met aussi son talent au service des « bonnes causes » : le Show du Refuge avec Dan Bigras (les profits sont remis au Refuge des jeunes de Montréal) (plusieurs années) ; Plus jamais (commémoration de Tuerie de l'École polytechnique de Montréal) ; le spectacle de clôture de la Marche mondiale des Femmes (2000) ; Mille mots d’amour pour l’organisme Les Impatients (2009) ; de nombreux spectacles-bénéfice pour l’organisation Le Chaînon ; etc.
Entre 2001 et 2022, elle s’associe à des auteurs-compositeurs-interprètes dans des ateliers d’écriture de chanson offerts « aux lauréats des grands concours de la chanson au Québec et en Acadie »: Gilles Vigneault, Luc De Larochelière et Michel Rivard.
Elle fait partie, en 2014, du comité consultatif pour l’exposition Musique – Le Québec de Charlebois à Arcade Fire au Musée McCord, exposition dont elle est aussi le porte-parole.
À la question à savoir quelle relation elle a avec les artistes dont elle fait la mise en scène, elle répond : « J’essaie de les mettre en valeur, de trouver les plus beaux côtés de leur personnalité, d’accentuer leurs qualités, de diminuer leurs défauts… Je les aime.

## Filmographie

### Cinéma

#### Actrice
- 1967 : Il ne faut pas mourir pour ça ; film de Jean Pierre Lefebvre, rôle de Madeleine.
- 1968 : Jusqu'au cœur ; film de Jean Pierre Lefebvre, rôle d'Encyclopédine Monfette.
- 1970 : Où êtes-vous donc ? ; film de Gilles Groulx, rôle de Mouffe-Touffe (le tournage débute en avril 1967)
- 1974 : Bulldozer (film) ; film de Pierre Harel, rôle de Solange Galarneau.

#### Scénariste
- 1974 : Bulldozer (film) ; un film de Pierre Harel; rôle : co-scénariste avec Pierre Harel[18].

#### Participante ou interprète
- 1969 : À soir on fait peur au monde ; documentaire sur Robert Charlebois à l’Olympia de Paris, réalisation de François Brault et Jean Dansereau ; rôle : en elle-même[19].
- 1975 : Charlebois, documentaire tourné au Cégep Maisonneuve ; réalisation de Jacques Vallée ; rôle : interprète[20].

### Télévision

#### Actrice
- 1967 : (19 mars) Célimare le bien-aimé, comédie-vaudeville diffusée à l'émission Les Beaux Dimanches (SRC) ; réalisation de Jean Faucher ; rôle d'Emma[8].

#### Scénariste
- 1976-1977 : Dimanshowsoir (émission de variétés), co-scénariste avec Jean-Pierre Plante, Lucien Gagnon, diffusée à la Société Radio-Canada[21].
- 1980 : Bye Bye (émission de variétés de fin d'année), co-scénariste avec Jean-Pierre Plante, Patrick Beaudin, Serge Grenier et Michel Rivard, diffusée à la Société Radio-Canada[22].
- 2006 : Jean Lapointe : les sentiers de ma vie ; série documentaire de 3 émissions de Joanne Comte ; rôle : collaboration au scénario, diffusée à TVA[23].

#### Chroniqueure
- 1977-1978 : L’Heure de pointe ; animée par Winston McQuade, chronique « livres » avec Mouffe.
- 1985 : Le train de 5 heures, animée par Jacques Boulanger ; chronique « les coulisses du showbizz » par Mouffe.

## Radio

### Animatrice
- 1977-1979 : "Culbute", animée par Jacques Beaulieu et Mouffe, émission à sketches, avec de fausses entrevues, des bruiteurs, émission où Mouffe incarnait plusieurs personnages[24].
- 1979-1981 : "Culbute", animée par Luc Boisvert et Mouffe, avec la formule de l’émission renouvelée[5].
- 1982-1983 : "Sameditou", émission hebdomadaire animée par Mouffe[5].

## Scène

### Comédienne, humoriste, chanteuse
- 1966 : la revue Yéyé versus chansonniers ! ; avec Jean-Guy Moreau, Robert Charlebois et Mouffe. Pendant 6 mois à Piémont[5].
- 1967 : (avril) la revue Terre des bums ; avec Jean-Guy Moreau, Robert Charlebois et Mouffe. À la Comédie-Canadienne.
- 1968 : (28 mai) L'Osstidcho ; avec Robert Charlebois, Mouffe, Yvon Deschamps, Louise Forestier et Quatuor de jazz libre du Québec ; créé au théâtre de Quat’Sous puis repris à la Comédie-canadienne en septembre 1968 ; puis en tournée en version « King Size » à travers le Québec.
- 1968 : (décembre) la revue Peuple à genoux ; avec Jean-Guy Moreau, Robert Charlebois. Yvon Deschamps, Louise Latraverse et Mouffe ; mise en scène de Paul Buissonneault. Théâtre de Quat’Sous[25].
- 1969 : (janvier) L'Osstidcho meurt avec Robert Charlebois, Mouffe, Yvon Deschamps, Louise Forestier et Quatuor de jazz libre du Québec, à la salle Wilfrid-Pelletier et au Palais Montcalm.
- 1969 : (octobre)[26] La fin tragique de Suparchipelargo; texte de Marcel Sabourin, avec Robert Charlebois et Mouffe ; à la Comédie-canadienne.

### Mise en scène de théâtre
- 1981 : Deux beaux bébés de banlieue, voisine de cuisine, texte de John Ford Noonan et Loudon Wainwright III, adapté par Louise Roy et Michel Chevrier, mise en scène de Mouffe[16].

## Textes (magazine, livre, etc.)
- 1977 : Clémence DesRochers et la tendresse ordinaire, auteure Mouffe, magazine Nous, juillet 1977, vol. 4, numéro 11[27].
- 1979 : Michel Tremblay dans ses meubles (compte rendu de la Grosse femme), auteure Mouffe, magazine Nous, janvier 1979, vol. 6, numéro 8[28].
- 2006 : Au cœur de la musique, album de photos de Marie-Claude Tétreault ; textes de Mouffe[29].
- 2020 : Mouffe, au cœur du showbusiness, textes de Carmel Dumas avec la complicité de Mouffe[5].

## Parolière
Mouffe a écrit notamment pour :
- Robert Charlebois, Yvon Deschamps, Louise Forestier
  - La fin du monde (1969, musique de Robert Charlebois)
- Robert Charlebois
  - Le Canada (1969, musique de Robert Charlebois.)
  - Ordinaire (1970, musique de Robert Charlebois & Pierre Nadeau)
  - Le mur du son (1972, musique de Robert Charlebois)
  - Urgence (1974, musique de Robert Charlebois)
  - Le droit de s’en aller (1974, musique de Robert Charlebois)
  - Avant de me taire (1974, musique de Robert Charlebois)
  - Le dernier corsaire (1974, musique de Robert Charlebois)
- Renée Claude
  - Rêver en couleur (1975, musique de Robert Charlebois)
  - Je suis une femme (1975, musique d’André Gagnon)
  - Le désamour (1976, musique d’Yves Lapierre)
- Céline Dion
  - Ordinaire (2016, adaptation des paroles par Mouffe, musique de Robert Charlebois & Pierre Nadeau)
- Duo Mouffe et Robert Charlebois (bandes originales de film)
  - Cœur en chômage (Madame Bertrand) (1970, musique de Robert Charlebois), du film Jusqu’au cœur de Jean-Pierre Lefebvre
  - Deux femmes en or (1970, musique de Robert Charlebois), du film Deux femmes en or de Claude Fournier
  - Miss Pepsi (1970, musique de Robert Charlebois), du film Deux femmes en or
- Louise Forestier
  - Gérard et Gertrude (1976, musique de Claude Lafrance)
  - Le survenant (1976, paroles de Mouffe et Louise Forestier, musique de Jacques Perron)
  - Hommage (cantique érotique)  (1976, musique de Jacques Perron)
- Nicole Martin
  - Fais-moi confiance (1979, musique de Patrick Grant et Gwen Guthrie, titre paru sur l'album Laisse-moi partir)
  - Vivre ma vie (1982, musique d’Angelo Finaldi)
  - Une fille rétro (1984, musique de Kevin Gillespie)
- Mouffe
  - Jusqu’au cœur (À quoi rêvent les enfants avortés ?) (1968, paroles de Mouffe, Robert Charlebois et Jean-Pierre Lefebvre[30],[31], musique de Robert Charlebois). Du film Jusqu’au cœur de Jean Pierre Lefebvre.
  - S.O.S. (1973, musique de Johnny Gravel) (sur Bulldozer d’Offenbach (groupe))
  - Tant qu’on est deux (Bozza Nova) (1971, parole et musique Mouffe)[32]
  - L’été passé (1971, parole et musique Mouffe)[33]
- Louise Portal
  - Barbara Baloune (1982, musique de Jean-Pierre Bonin)
  - Boulevards noirs (1983, musique de Jean-Pierre Bonin)
- René et Nathalie Simard
  -  Hollywood  (1996, composée par Mouffe et Daniel Malfara)[34]
- Diane Tell
  - Reste avec moi (1983, musique de François Dompierre). Thème du film Bonheur d’occasion de Claude Fournier.

## Prix et distinctions
- 1970 : la chanson Ordinaire — dont Mouffe a écrit les paroles — remporte le premier prix au Festival de Sopot, en Pologne[35]. Ce festival est un festival des plus prestigieux et des plus importants à cette époque.
- 1980 : Prix Félix, metteur en scène de l’année (ADISQ)[36].
- 1983 : Prix Félix, metteur en scène, pour le spectacle de Louise Portal Le rendez-vous clandestin (ADISQ)[37].
- 2006 : prix Luc Plamondon (honorant les paroliers), Société professionnelle des auteurs et compositeurs du Québec (SPACQ)[5]
- 2010 : la chanson Ordinaire — dont Mouffe a écrit les paroles — est intronisée au Panthéon des auteurs et compositeurs canadiens[38].